# Зграда Гимназије у Чачку
Зграда Гимназије у Чачку је грађевина која је саграђена 1912—1914. и 1924—1927. С обзиром да представља значајну историјску грађевину, проглашена је непокретним културним добром Републике Србије. Налази се у Чачку, под заштитом је Завода за заштиту споменика културе Краљево.

## Историјат
Зграда Гимназије у Чачку је монументално школско здање, остварење српског архитекте Драгутина Маслаћа.
Налази се у историјском урбаном језгру Чачка, на углу улица Жупана Страцимира и Мутапове, у непосредној близини цркве и зграда државне управе. Пројекат за нову гимназијску зграду у Чачку, наручен од Министарства грађевинарства, саобраћаја и инфраструктуре Републике Србије, је архитекта Драгутин Маслаћ завршио до 21. маја 1912. године и ускоро је започета градња. Радови на изградњи су прекинути 1914. године због почетка Првог светског рата, а грађевина у великој мери већ изведена је служила као болница за смештај рањеника. После завршетка рата ранији фонд за зидање је допуњен државном помоћи и 1924. године су настављени радови када је над предвиђеним високим приземљем и спратом изграђен и други спрат. Зграда је освећена 8. новембра 1927. године на Митровдан у присуству високих представника власти и црквених великодостојника.

## Архитектура
На овој великој грађевини, разуђене али функционално решене основе, са приземљем и два спрата, можемо да сагледамо концепцију Маслаћевог српског стила. И он прихвата елементе средњовековне црквене архитектуре, али их примењује нешто слободније, са више ослонца на сецесију.
Зграда је конципована према академским постулатима, има пластичне и декоративне елементе националног средњовековног наслеђа и народне неимарске традиције, док се продор модерних архитектонских схватања уочава у доминацији широких безорнаменталних површина и хоризонталном ритму низа правоугаоних прозора.
Основа је врло функционално решена и развија се подужно у виду неправилног правоугаоника око отвореног унутрашњег дворишта (атријума) као централног језгра. Улазни ризалит споља и унутра снабдевен је степеништима и води ка унутрашњем дворишту.
Српско-византијски мотиви присутни су у спољној композицији како у оквиру првостепене, тако и другостепене пластике. Главни улаз у зграду је полукружно завршен и налази се у оквиру истакнутог вестибила у средини фронталног ризалита, на коме су навише и три четвртаста прозора и балкон са декоративно израђеном оградом. Лучни улаз без трема и аркада веома се често јавља у балканској народној кући. У вишим деловима је изведена прозорска аркада коју носи низ неовизантијских стубова са украсним капителима међусобно повезаних попречном гредом која подсећа на греду која држи стубове трема на старој моравској кући. Отвори су, пак, конструисани као двокрилни, па се тако ствара утисак ниске ограде на трему моравске куће. Примена четвороводних кровова, различитих положаја и габарита, доприноси живописности и динамичности контуре и представља још један од елемената националног народног неимарства. Традиционални вокабулар уочљив је и у компоновању ентеријера (парапети, аркаде, декоративни капители).
За разлику од свечане и уравнотежене комозиције прочеља, на издуженој, бочној страни грађевине посебно су дошли до изражаја ритмичност и динамичност облика, понајвише у оквиру ритмике маса и отвора. Елементи националног стила присутни су у виду конструкција испупчених ниша, тупих забата позајмљених из народног градитељства, заобљених еркера и четворосливних облика кровова. Два ризалита су међусобно потпуно другачијег пластичног третмана, и својом раскошном обрадом стварају упечатљив ликовни доживљај дуж једне од главних улица града.
Зграда Чачанске гимназије је данас у прилично добром, очуваном стању. Предузете грађевинске инервенције на спољашњости здања односиле су се на одржавање зграде, а увођењем пешчаног и жућкастог колорита није нарушена ауторска замисао и ликовност здања. Када се узме у обзир време идејног настанка овог дела (1911-1912), оно се у стилско-архитектонском погледу може окарактерисати као изузетно вредан и напредан подухват, аутентичан продукт стилског хтења своје епохе. Након једне и по деценије, када је здање коначно пуштено у употребу, оно је још увек представљало свеж и смео градитељски чин, а у односу на друге савремене зграде овог типа истицало се по солидности извођења и беспрекорности другостепене обраде. Одлично уклопљено у свој амбијент (историјски део града), оно је значајно утицало на каснији урбо-архитектонски развој тог дела Чачка. Данас оно важи за једно од ремек-дела националног стила у српској архитектури, као и за једну од најлепших и уметнички најуспелијих зграда гимназија у српској средини.
У централни регистар је уписана 2. октобра 2019. под бројем СК 2228, а у регистар Завода за заштиту споменика културе Краљево 18. септембра 2019. под бројем СК 268.